# Hermann Burmeister taxonjai

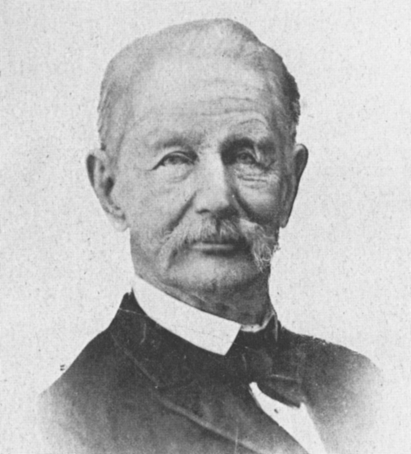
Hermann Burmeister

Ezen a listán azok a taxon nevek szerepelnek, amelyeket Hermann Burmeister (1807 – 1892) alkotott. Azok a taxon nevek, amelyek nincsenek belinkelve, manapság csak szinonimaként használtak (az alábbi lista nem teljes):

## Emlősök

### Erszényesek
- Grymaeomys Burmeister, 1854 - Marmosa
- Metachirus Burmeister, 1854 - a szemesoposszum neme
- Didelphis alboguttata (Burmeister, 1854) - foltos erszényesnyest

### Vendégízületesek
- Praopus Burmeister, 1854 - Dasypus
- glyptodonfélék (Glyptodontidae) (Burmeister 1879)

### Ormányosok
- Gomphotherium Burmeister, 1837

### Astrapotheria
- Astrapotherium Burmeister, 1879

### Párosujjú patások
- Vicugna minuta (Burmeister, 1891) - vikunya
- déli csukabálna (Balaenoptera bonaerensis) Burmeister, 1867
- Balaenoptera patachonicus (Burmeister, 1865) - közönséges barázdásbálna
- Physalus patachonicus (Burmeister, 1866) - közönséges barázdásbálna
- Megaptera burmeisteri (Burmeister, 1866) - hosszúszárnyú bálna
- Ziphiorhynchus Burmeister, 1865 - Ziphius
- Ziphius australis (Burmeister, 1865) - Cuvier-féle csőröscet
- Globicephalus grayi Burmeister, 1867 - kis kardszárnyúdelfin
- Pseudorca grayi Burmeister, 1872 - kis kardszárnyúdelfin
- Burmeister-disznódelfin (Phocoena spinipinnis) Burmeister, 1865

### Denevérek
- Desmodus fuscus Burmeister, 1854 - rőt vérszopó denevér
- Desmodus mordax Burmeister, 1879 - rőt vérszopó denevér

### Ragadozók
- Lycalopex Burmeister, 1854
- Pseudalopex Burmeister, 1856
- Cerdocyon thous entrerianus (Burmeister, 1861)
- Procyon lotor fusca Burmeister, 1850 - Procyon lotor lotor

### Rágcsálók
- Lasiomys Burmeister, 1854 - Sigmodon
- Sigmodon hirsutus Burmeister, 1854
- Nectomys robustus (Burmeister, 1854) - Nectomys squamipes
- törpe mara (Dolichotis salinicola) Burmeister, 1876
- Eriomyidae Burmeister, 1854 - csincsillafélék

## Madarak

### Tyúkalakúak
- Nothocrax Burmeister, 1856

### Verébalakúak

#### királygébicsfélék
- Suiriri suiriri affinis (Burmeister, 1856)
- Stigmatura budytoides flavocinerea (Burmeister, 1861)

#### Tityridae
- Xenopsaris albinucha (Burmeister, 1869)

#### fazekasmadár-félék
- Pygarrhichas Burmeister, 1837
- Coryphistera Burmeister, 1860
- Coryphistera alaudina Burmeister, 1860
- Furnarius cristatus Burmeister, 1888
- Ochetorhynchus validirostris jelenleg Upucerthia validirostris (Burmeister, 1861)
- Geobamon rufipennis jelenleg Geositta rufipennis (Bumeister, 1860)

#### sármányfélék
- Phrygilus gayi caniceps Burmeister, 1860

#### tangarafélék
- Saltatricula Burmeister, 1861
- Saltatricula multicolor (Burmeister, 1860)

## Ízeltlábúak

### Szitakötők
- Aeshna septentrionalis Burmeister, 1839
- Aeschna dorsalis Burmeister, 1839 - óriás szitakötő
- nyerges szitakötő (Hemianax ephippiger) (Burmeister, 1839)
- Crytosoma ephippiger Burmeister, 1839 - nyerges szitakötő
- Libellula luctuosa Burmeister, 1839
- Orthetrum chrysostigma (Burmeister, 1839)
- Trithemis arteriosa (Burmeister, 1839)
- Libellago lineata (Burmeister, 1839)
- Libellago lineata lineata (Burmeister, 1839)
- Ceriagrion glabrum (Burmeister, 1839)[1][2]

### Fogólábúak
- imádkozó sáskák (Mantidea) Burmeister, 1838

### Csótányok
- halálfejes csótány (Blaberus craniifer) Burmeister, 1838
- Blabera craniifera Burmeister, 1838
- Blabera limbata Burmeister, 1838
- Blabera trapezoideus Burmeister, 1838 - halálfejes csótány[3]
- Periplaneta Burmeister, 1838

### Egyenesszárnyúak
- Schistocerca gregaria flaviventris (Burmeister, 1838)
- Poekilocerini Burmeister, 1840
- kúpfejű szöcskék (Conocephalinae) Burmeister, 1838 - fürgeszöcske alcsalád
- lomhaszöcskék (Phaneropterinae) Burmeister, 1838 - fürgeszöcske alcsalád
- Eneoptera (Burmeister, 1838) - Eneopterinae nem, valódi tücskök
- Sciobia (Burmeister, 1838) - Gryllinae nem, valódi tücskök

### Botsáskák
- Necroscia prasina (Burmeister, 1838)
- Bacteria calamus Burmeister, 1838 - Anisomorpha buprestoides
- Pseudosermyle striatus (Burmeister, 1838)
- Pseudosermyle tridens (Burmeister, 1838)

### Álkérészek
- álkérészek (Plecoptera) Burmeister, 1839

### Félfedelesszárnyúak
- Fulgora lampetis Burmeister, 1845
- Deltocephalus (Burmeister, 1838) - mezeikabóca-féle nem
- Capsidae Burmeister, 1835 - mezeipoloska-félék
- Pseudococcus cacti Burmeister, 1839 - bíbortetű

### Bogarak
- Mesotopus (Burmeister, 1845)
- Chiasognathini (Burmeister, 1847)
- Gnaphaloryx (Burmeister, 1847)
- Macrocrates (Burmeister, 1847)
- Agnus (Burmeister, 1847)
- Sclerostomus (Burmeister, 1847)
- Melolontha insulana Burmeister, 1939
- Melolontha japonica Burmeister, 1855
- Melolontha umbraculata Burmeister, 1855
- Rhizotrogina Burmeister, 1855
- Epicometis Burmeister, 1842
- Agaocephalini (Burmeister, 1847)
- Phileurini (Burmeister, 1847)
- Protaetia Burmeister, 1842
- Pelidnota aeruginosa ((Linnaeus) Burmeister)
- Coryphocerina Burmeister, 1842
- Chelorrhina Burmeister, 1842 - Mecynorhina
- Stephanorrhina Burmeister, 1842
- Megalosoma Burmeister, 1847 - Megasoma
- Coryphocera Burmeister, 1842

### Lepkék
- Catenina Burmeister, 1883 - Hypercompe
- Hypercompe anomala (Burmeister, 1883)
- Ecpantheria anomala Burmeister, 1883 - Hypercompe anomala
- Hypercompe kinkelini (Burmeister, 1880)
- Ecpantheria kinkelini Burmeister, 1880 - Hypercompe kinkelini

### Recésszárnyú fátyolkák
- Psectra diptera (Burmeister, 1839) - barnafátyolka-faj

### Csőrösrovarok
- Leptopanorpa charpentieri (Burmeister, 1839) - skorpiólégyfaj

### Rákok
- kacslábú rákok (Cirripedia) Burmeister, 1834
- Cyclopoida Burmeister, 1834 - az evezőlábú rákok egyik rendje
- vízitetvek (Caligidae) Burmeister, 1835 - az evezőlábú rákok egyik családja
- Dinematura Burmeister, 1832 - Dinemoura
- Dinematura gracilis Burmeister, 1833 - Dinemoura producta
- Dinemoura gracilis (Burmeister, 1833) - Dinemoura producta

### Trilobiták
- Asaphidae Burmeister, 1843

### Eurypteridák
- Eurypteridák (Eurypterida) Burmeister, 1843
- Eurypterina Burmeister, 1843 - az eurypteridák egyik alrendje
- Eurypteroidea Burmeister, 1843

## Növények
- Victoria argentina Burmeist. - Victoria cruziana
- Arundinoideae Burmeist., 1837 - perjeféle alcsalád
- Chlorideae Burmeist., 1837 - Chloridoideae, perjeféle alcsalád
- Detarioideae Burmeist. 1837